# Пандульф II (князь Салерно)
Пандульф II (итал. Pandolfo II; погиб 13 июля 982) — князь Салерно в 977—981 годах.

## Биография
Пандульф II был одним из сыновей Пандульфа I, к концу жизни объединившего под своей властью все лангобардские государства: Капую, Беневенто, Салерно и Сполето. В 977 году, после смерти бездетного салернского князя Гизульфа I, Пандульф I унаследовал его княжество, сделав своим соправителем Пандульфа II. После смерти отца Пандульф II должен был получить Салерно (все остальные владения отца переходили Ландульфу VI), но был изгнан оттуда амальфитанцами.
В 982 году Пандульф вместе с Ландульфом VI присоединился к армии Оттона II и погиб в битве с арабами при Стило 13 июля 982 года.